# Подгорие
Подгорие (болг. Подгорие) — село в Болгарии. Находится в Софийской области, входит в общину Костенец. Население составляет 54 человека (2022).

## Политическая ситуация
Подгорие подчиняется непосредственно общине и не имеет своего кмета.
Кмет (мэр) общины Костенец — Иво Димитров Тодоров (Граждане за европейское развитие Болгарии (ГЕРБ)) по результатам выборов в правление общины.